# Ѕ
Dze (Ѕ, ѕ) är en bokstav från det tidiga kyrilliska alfabetet. Den används i dag endast i makedonska, där den representerar ljudet /dz/. Före 1735 användes den även i ryskan, där den representerade ljudet /z/.
Bokstaven härstammar från bokstaven dzelo eller zelo i det tidiga kyrilliska alfabetet, som användes i fornkyrkoslaviska, ukrainska, ryska och rumänska samt numera i modern kyrkoslaviska. Den vanligaste tidiga skrivformen påminner om ett latinskt ‹S› (ѕ), men förekommer också spegelvänd eller genomstruken.

## Ursprung
Bokstaven härstammar från dzělo () i det tidiga kyrilliska alfabetet. Bokstaven Dzělo baserades i sin tur på bokstaven Dzelo () i det glagolitiska alfabetet. På fornkyrkoslaviska kallades den "ѕѣло" (uttalas dzeló), och på kyrkoslaviska  "ѕѣлѡ" (uttalas zeló).
Ursprunget för det glagolitiska dzelo är oklart.

## Utveckling
Ursprungligen betecknade ‹Ѕ› i fornkyrkoslaviska ett mjukt /dz/ eller /z/, vilket i kognat (ord med samma ursprung) ofta motsvaras av /g/ i nutida ryska — till exempel мъноѕи — мъногъ, по ноѕѣ — нога och растрьѕати — растръгати. Redan under den fornkyrkoslaviska tiden började dock gränsen suddas ut mellan ‹Ѕ› och ‹З›, och från mitten av 1600-talet användes ‹Ѕ› i kyrkoslaviska endast som en formalitet. Skillnaderna mellan ‹Ѕ› och ‹З› var:
- ‹Ѕ› representerade talet 6, medan ‹З› representerade 7;
- ‹Ѕ› användes initialt (till exempel: ѕвѣзда, ѕвѣрь, ѕеліе, ѕлакъ, ѕлый, ѕмій, ѕѣлѡ och deras avledningar);
- För övrigt användes ‹З›.

I ryska benämndes bokstaven зѣло (zelo, /ˈzʲɛlə/) och betecknade fonemen /dz/, /z/ eller /zʲ/.
I den första versionen av Peter den stores "civila alfabet" (1708) hade ‹Ѕ› ljudvärdet /z/ medan ‹З› uteslutits. I den följande versionen (1710) återkom dock ‹З›, medan ‹Ѕ› uteslöts. Båda versionerna av alfabet förekom dock fram till (1735), vilket anses vara slutpunkten för ‹Ѕ› i ryska.
‹Ѕ› användes också i det rumänska kyrilliska alfabetet, där det hade ljudvärdet /dz/, fram till ca 1860-62, då man övergick till ett latinskt baserat alfabet. ‹Ѕ› användes också, om än sällsynt, fram till mitten av 1800-talet i serbisk skrift, vars skriftspråk jämfört med ryskans stod fornkyrkoslaviskans närmare. Vuk Karadžićs serbiska kyrilliska alfabet (1868) innehöll dock inte ‹Ѕ›, utan föredrog kombinationen ‹ДЗ› för att representera /dz/.
Även i ukrainska skrivs /dz/ som ‹ДЗ›. Detta skedde som en följd av flera lingvistiska reformer i det ryska imperiet med syfte att eliminera likheter med latin.

## Nutida användning
‹Ѕ› används idag endast i det makedonska alfabetet. En kommission för att standardisera det makedonska språket och ortografin beslutade den 4 december 1944, efter en omröstning som slutade 10-1, att anamma bokstaven. Bokstaven står för ljudet /dz/ (till exempel: ѕид /dzid/, 'vägg' och ѕвезда /dzvezda/, 'stjärna'). Ljudet förekommer i alla makedonska dialekter, företrädesvis i början av ord.
‹Ѕ› finns också på den serbiska versionen av kyrilliskt tangentbord, trots att bokstaven inte används i det serbiska kyrilliska alfabetet.